# Lycée Rollinat d'Argenton-sur-Creuse
Le lycée Rollinat est un lycée d'Argenton-sur-Creuse dans l'Indre.

## Histoire
Le lycée actuel a d'abord été école primaire supérieure puis est devenu un collège classique, moderne et technique. Ses locaux accueillent actuellement un lycée général.
L'école a été construite de 1921 à 1924 selon un plan symétrique en U par les architectes Gaud et Grelier : un grand bâtiment principal longitudinal est flanqué de deux ailes perpendiculaires qui se terminent en pavillon du côté de la ville. Les maîtres d'œuvre réalisent une construction moderne (formes géométriques et encadrements linéaires propres à l'Art Déco) mais encore attachée à la tradition (utilisation de la brique et de la pierre). Le corps principal et les grands pavillons comportent trois étages au-dessus d'un niveau semi-enterré. C'est un bel exemple d'architecture du début du XXe siècle, remarquable surtout par son ornementation.
En 1951-1952, le gymnase fut transformé et agrandi sur les plans de l'architecte Pierre Bourguin pour construire des ateliers couverts en shed. Cette école primaire supérieure est l'un des rares exemples de création régionale de l'Entre-deux-guerres.

## Classement du Lycée
En 2015, le lycée se classe  2e sur 8 au niveau départemental quant à la qualité d'enseignement, et 729e au niveau national. Le classement s'établit sur trois critères : le taux de réussite au bac, la proportion d'élèves de première qui obtient le baccalauréat en ayant fait les deux dernières années de leur scolarité dans l'établissement, et la valeur ajoutée (calculée à partir de l'origine sociale des élèves, de leur âge et de leurs résultats au diplôme national du brevet).